# Taft (Oklahoma)
Taft è un comune degli Stati Uniti d'America, situato nello Stato dell'Oklahoma, nella Contea di Muskogee.